# Gaivina-de-bico-preto

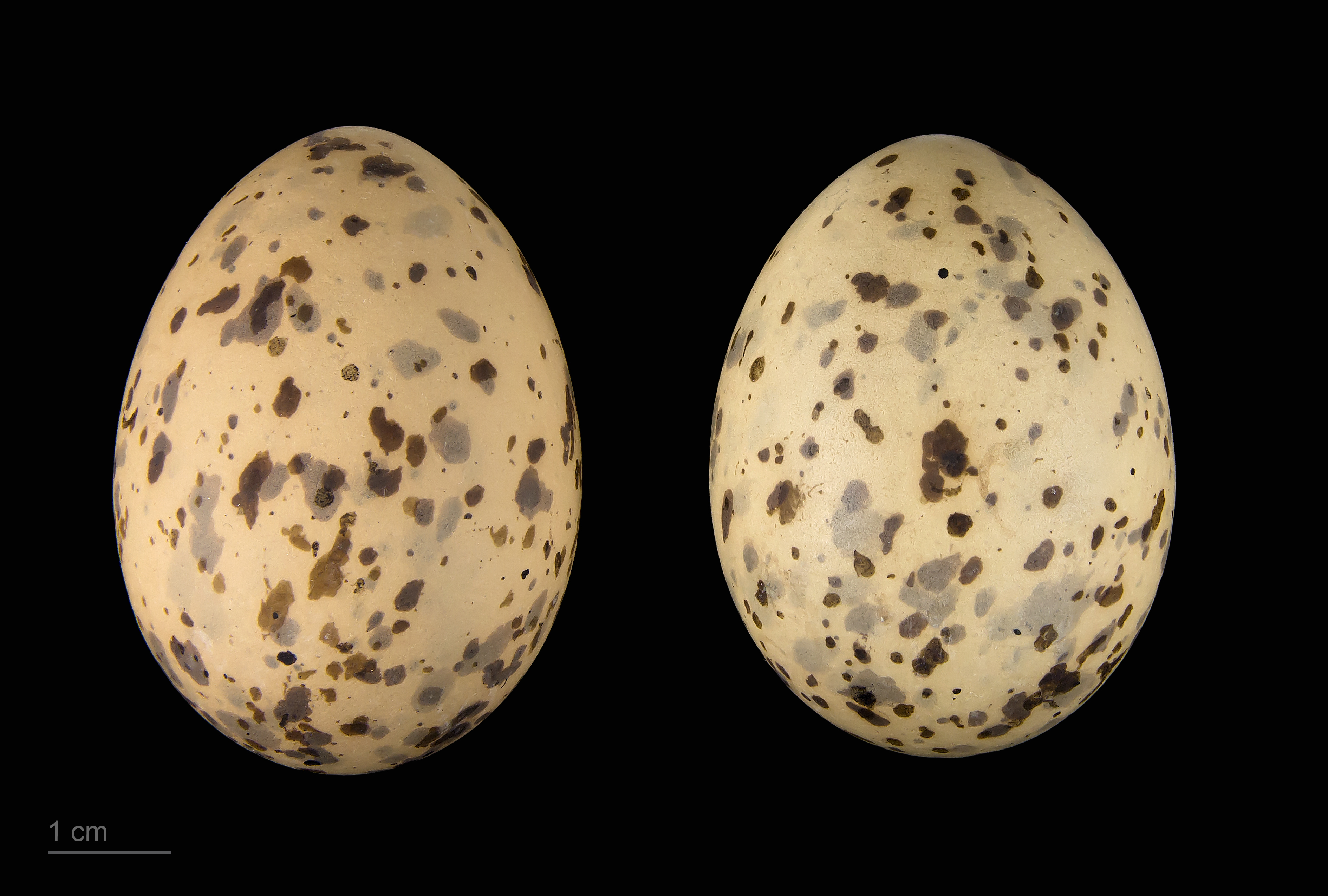
Gelochelidon nilotica - MHNT

A gaivina-de-bico-preto (Gelochelidon nilotica) é uma ave caradriforme da família Laridae (antes classificada como Sternidae). Caracteriza-se pelo bico preto e mais espesso que o dos outros membros da sua família. Este facto, juntamente com o seu voo pesado e a cauda pouco bifurcada, faz com que se assemelhe a uma pequena gaivota.
Em Portugal é um visitante estival, que nidifica nalgumas zonas húmidas do interior do território.
É também conhecida como «tagaz». Os tagazes são relativamente abundantes na albufeira do Caia, na parte sul do distrito de Portalegre.
O nome do gênero vem do grego antigo gelao, "rir", e khelidon, "andorinha". O niloticus específico é do latim e significa "do Nilo".

## Descrição
Esta é uma gaivina bastante grande e poderosa, parecida em tamanho e aparência geral com a o garajau comum, mas com bico curto e grosso semelhante ao de gaivota, asas largas, longas pernas e corpo robusto são distintos. O adulto de verão tem parte superior cinzenta, parte inferior branca, um "chapéu" preto, bico preto forte e pernas pretas. A chamada é um ker-wik característico. Tem 33 a 42 centímetros de comprimento e 76-91 centímetros de envergadura.   A massa corporal varia de 150 a 292 gramas.
No inverno, o "chapéu" é perdido e há uma mancha escura no olho, como uma gaivina de Forster ou uma gaivota de cabeça preta. As gaivinas-de-bico-preto juvenis têm uma máscara mais fraca, mas parecem muito com adultos de inverno.
As gaivinas de Sandwich juvenis têm um bico curto e são frequentemente confundidas com as gaivinas-de-bico-preto, onde esta última espécie é incomum, como as costas do Mar do Norte.
Existem cinco subespécies listadas da gaivina-de-bico-preto: 
- G. n. nilotica - (Gmelin, 1789) : subespécie nominal, encontrado na Europa, Norte da África através do Oriente Médio e centro-sul da Ásia até o oeste da China e Tailândia
- G. n. affinis - (Horsfield, 1821) : encontrado em Transbaikalia à Manchúria, Japão, sul e leste da China através do sudeste da Ásia até as Filipinas, Bornéu, Sulawesi e Sumatra
- G. n. aranea - (Wilson, 1814) : encontrado no leste e sul dos Estados Unidos, Grandes Antilhas
- G. n. vanrossemi - (Bancroft, 1929) : encontrado do sul da Califórnia ao noroeste do México
- G. n. gronvoldi - (Mathews, 1912) : encontrado da Guiana Francesa ao nordeste da Argentina

## Historia de vida
Esta espécie se reproduz em colônias em lagos, pântanos e costas. Ele nidifica em um rastro de solo e põe de dois a cinco ovos. Embora amplamente distribuído em áreas de água doce na Eurásia, está associado quase exclusivamente à água salgada, áreas costeiras da América do Norte.
Esta é uma andorinha-do-mar um tanto atípica, se parecendo fisicamente com gaivinas do gênero Sterna, mas com hábitos alimentares mais parecidos com at do gênero Chlidonias, gaivinas-pretas e gaivinas-de-asa-branca. Costumava ser agrupado no gênero Sterna, mas agora é colocado sozinho no gênero Gelochelidon.
A gaivina-de-bico-preto normalmente não mergulha em busca de peixes como as outras andorinhas-do-mar-brancas e tem uma dieta mais ampla do que a maioria das outras. Alimenta-se em grande parte de insetos capturados durante o vôo e também costuma caçar em campos úmidos e até mesmo em áreas com arbustos, para capturar anfíbios e pequenos mamíferos. É também oportunista e foi observado que apanha e se alimenta de libélulas mortas na estrada.

## Galeria

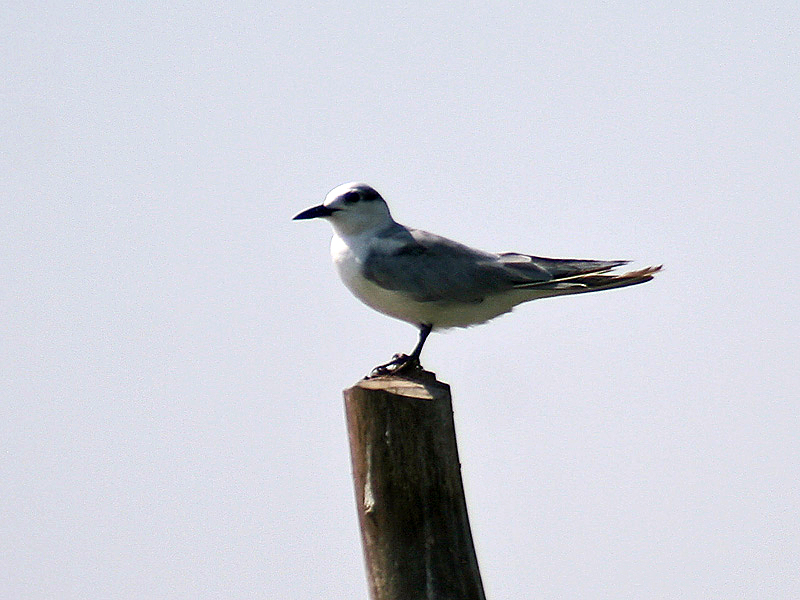
Em área não reprodutiva Chilika, Odisha, India
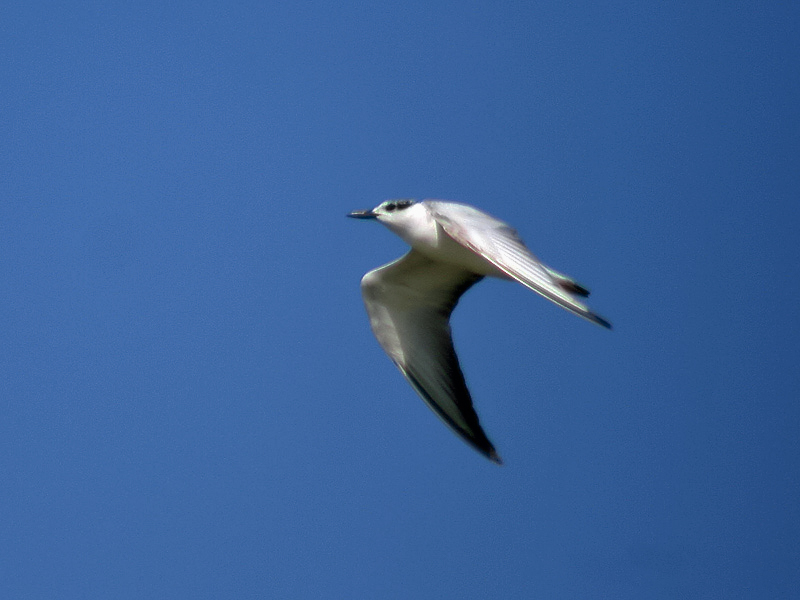
Juvenil/primeiro inverno em Chilika, Odisha, India
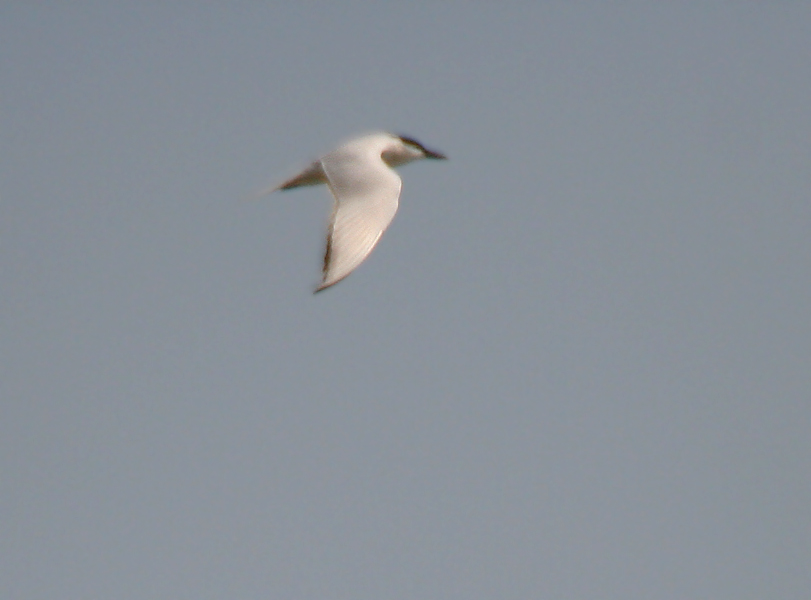
No Krishna Wildlife Sanctuary, Andhra Pradesh, India
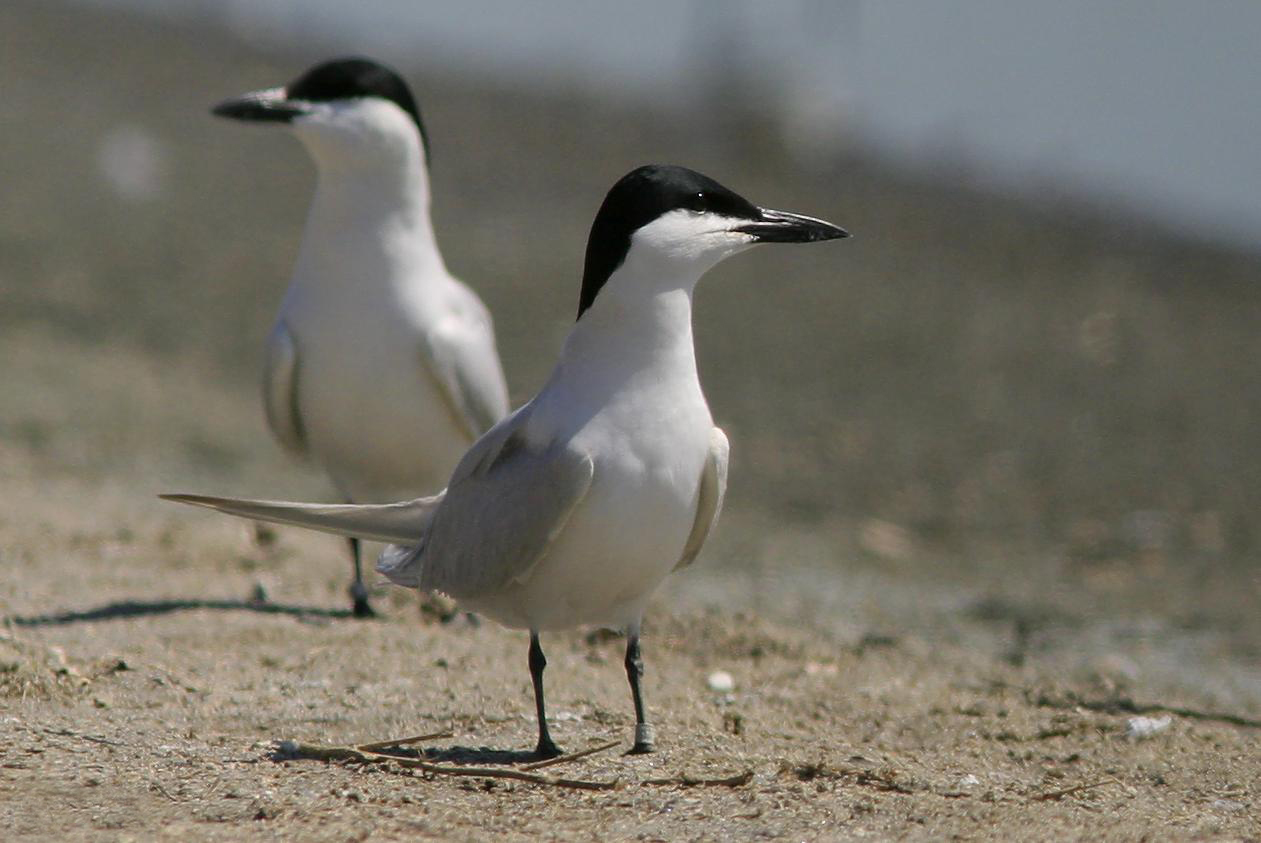
Gaivinas-de-bico-preto no San Diego National Wildlife Refuge
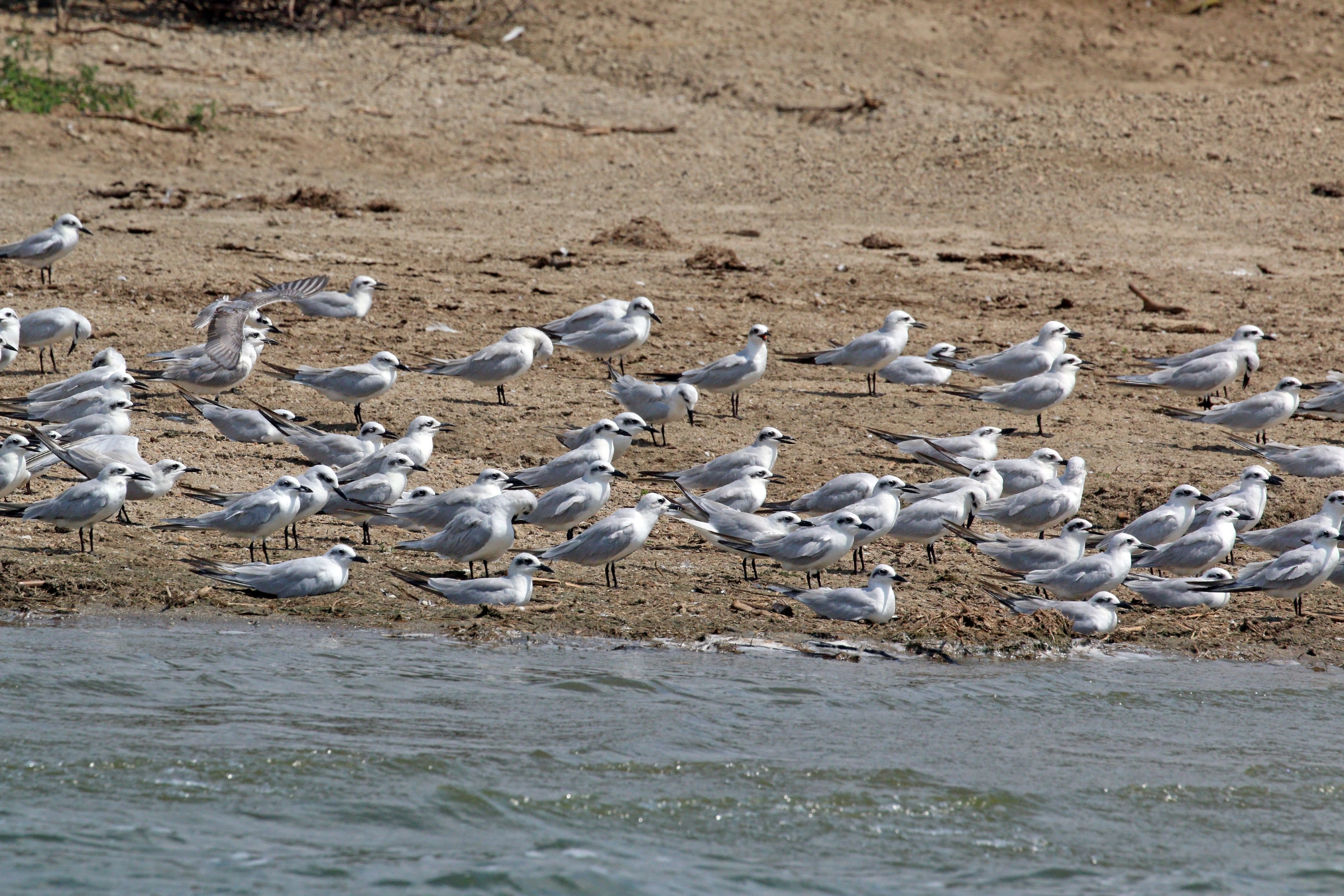
Canal Kazinga, Uganda